# Miao Boying
Miao Boying (xinès simplificat: 缪伯英, pinyin: Miao Bóyīng; Changsha, 1899 - Beijing, 1929) va ser una mestra, escriptora i revolucionària xinesa, coneguda per ser la primera dona a unir-se al Partit Comunista de la Xina. Va ser membre fundadora de la Lliga dels Drets de la Dona de la Xina i més tard es va convertir en secretària del Comitè de Dones Comunistes de Hunan.

## Biografia
Miao va nàixer l'any 1899 a Changsha, província de Hunan. Va anar a la Primera Escola Normal Femenina, aprovant un examen d'accés que li va permetre assistir al Col·legi Normal de Dones de Pequín (actual Universitat Normal de Pequín). Allà va conèixer el seu futur marit i nadiu de Hunan, He Mengxiong, que estudiava a la propera Universitat de Pequín. Després de suspendre els seus estudis, es va involucrar amb el Work-Study Mutual Aid Corp que va ser creat pels futurs fundadors del partit comunista Deng Zhongxia i Li Dazhao amb l'objectiu de promoure idees marxistes.
El novembre de 1920 es va unir formalment a la recentment establerta Lliga de la Joventut Comunista de la Xina, dirigida per Yu Xiusong, i Miao va començar a publicar articles sobre els papers de les dones a la família. Més tard aquell mateix mes, ocorregué una escissió dins del partit quan algun membre que donava suport a l'anarquisme va marxar. Per enfortir el partit, Miao, que va ser la primera dona a unir-se al grup, va reclutar cinc membres d'altres capítols de l'organització juvenil. Als 21 anys, Miao va abandonar la Lliga de la Joventut Comunista i es va unir al Partit Comunista de la Xina, convertint-se de nou en la seua primera dona.
Uns anys més tard va fundar la Lliga dels Drets de la Dona de la Xina i va viatjar per tot el país amb el seu marit He Mengxiong per promoure l'organització. El 1924, els líders del partit van enviar-la una altra volta a Hunan per convertir-se en secretària del Comitè de Dones Comunistes de Hunan. El 1929 Miao va morir a l'Hospital Paulun de Xangai de febre tifoide.